# Anurophorus massoudi
Anurophorus massoudi är en urinsektsart som beskrevs av Poinsot 1970. Anurophorus massoudi ingår i släktet Anurophorus och familjen Isotomidae. Inga underarter finns listade i Catalogue of Life.